# Ecsedi Csapó István
Ecsedi Csapó István (18. század) református lelkész.

## Élete
Szatmári származású. Debrecenben tanult, itt 1725. május 12-én togátus diák lett. 1735-ben senior, majd külföldre ment, Bernben tanult, 1740 őszétől heidelbergi egyetemet látogatta. 1742. április 24.-én szatmári pap lett és ott szolgált 1749-ig.

## Munkái
Oratio valedictoria epidictico panegyrica de venia Mosis… Bernae, 1740.